# Casa Museu Gaudí
La Casa Museu Gaudí és un edifici modernista situat dins del recinte del Parc Güell a Barcelona, catalogat com a bé cultural d'interès nacional. Va ser la residència d'Antoni Gaudí durant gairebé vint anys, de 1906 al final de 1925. L'edifici va ser projectat per l'arquitecte Francesc Berenguer i Mestres. El 28 de setembre de 1963 es va inaugurar com a museu i actualment acull una col·lecció de mobles i objectes dissenyats per l'arquitecte.

## Història
Al principis del segle xx, l'industrial català Eusebi Güell i Bacigalupi, en tornar a Barcelona després d'una estada a Anglaterra, va voler realitzar una ciutat-jardí per a la burgesia catalana als terrenys de la finca Can Muntaner de Dalt, que havia adquirit el 1899. Va encarregar el projecte, que preveia la construcció d'una seixantena d'habitatges amb jardí i tots els serveis necessaris, a l'arquitecte Antoni Gaudí.
El 1914, les obres es van aturar i el projecte no es va acabar mai. Dels habitatges previstos se'n van construir únicament dos, que se sumaven a l'antiga casa pairal que ja hi existia: el del doctor Trias i Domènech i la casa-mostra, que havia de servir de reclam per a possibles compradors de parcel·les. Fou projectada per l'arquitecte Francesc Berenguer i Mestres, construïda pel contractista Josep Pardo i Casanovas i signada pel mateix Gaudí, es va edificar entre 1903 i 1905. Es va posar a la venda però no va sortir cap comprador.
L'any 1906, la va comprar Antoni Gaudí i hi va anar a viure amb el seu pare i la seva neboda. El pare va morir el mateix any i la neboda el 1912. Des de llavors Gaudí hi va viure sol fins a la fi de 1925, quan es va traslladar a l'obrador del Temple de la Sagrada Família, uns mesos abans de la seva mort el 1926. L'arquitecte, va fer donació de la casa per mitjà de testament a la Junta del Temple de la Sagrada Família, que la va vendre al matrimoni Chiappo Arietti.
El 1960, l'Associació d'Amics de Gaudí va promoure'n la compra als descendents del matrimoni per a destinar-la a museu. Tres anys més tard, es va inaugurar com a Casa Museu Gaudí. Josep Maria Garrut en va ser el director des que es va obrir al públic fins a la seva mort, l'any 2008. El 1992, la casa va ser cedida a la Fundació de la Junta Constructora del Temple Expiatori de la Sagrada Família.

## Edifici
L'edifici consta de quatre plantes. D'aquestes, la planta baixa i la primera planta són les dedicades a la col·lecció oberta al públic. El soterrani és d'ús intern i la segona planta acull la Biblioteca Enric Casanelles, a la qual es pot accedir sol·licitant permís prèviament.
Pel que fa a la col·lecció, algunes estances com el dormitori, l'estudi o el cancell d'entrada, com també alguns objectes personals de Gaudí, evoquen el record de l'arquitecte quan vivia en aquesta casa. També s'hi exposa una important mostra de mobiliari dissenyat per Gaudí per a edificis com la Casa Batlló, la Casa Calvet, la Casa Milà, la Casa Vicens, la cripta de la Colònia Güell, que juntament amb els elements de forja dissenyats també per l'arquitecte -que s'exposen al jardí- són els objectes més valuosos del fons de la col·lecció. El fons inclou, a més, mobles, escultures, pintures, dibuixos i altres objectes de col·laboradors, que s'exposen en les diverses estances del museu.